# Sanfins (Valpaços)
Sanfins ist ein Ort und eine ehemalige Gemeinde (Freguesia) im portugiesischen Kreis Valpaços. Die Gemeinde hatte 213 Einwohner (Stand 30. Juni 2011).
Am 29. September 2013 wurden die Gemeinden Sanfins und Valpaços zur neuen Gemeinde Valpaços e Sanfins zusammengeschlossen.